# Mucet

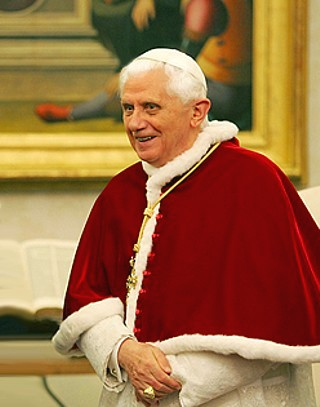
Papież Benedykt XVI w karmazynowej mozzetcie zimowej

Mucet (wł. mozzetta) – narzuta sięgająca łokci, będąca częścią stroju duchownych katolickich. Jest to okrycie sutanny, okrywające ramiona do łokci, z guzikami na piersi. Kolor mucetu wskazuje na hierarchiczną rangę ją noszącego.
Biskupi noszą mucet w kolorze fioletowym, kardynałowie purpurowy. Papież ma prawo używania trzech wersji mucetu – dwóch karmazynowych: letniej, uszytej z jedwabiu i zimowej (która jest lamowana gronostajem) oraz białej. Jan Paweł II zakładał jedynie jedwabny mucet karmazynowy. Papież Benedykt XVI zakładał zarówno mucet karmazynowy jedwabny jak i laminowany gronostajem a w okresie wielkanocnym w kolorze białym, zwany także mucetem paschalnym. Papież Franciszek zrezygnował z używania mucetu. Leon XIV powrócił do noszenia tradycjnego stroju chórowego z mucetem.
Mucet stanowi element stroju chórowego niektórych kapituł, np. biały mucet używany jest przez kanoników Kapituły Kolegiackiej Kampinosko-Bielańskiej, purpurowy przez kanoników Kapituły Katedralnej Wrocławskiej, amarantowy przez kanoników Kapituły Kolegiaty Uniejowskiej, szary przez kanoników Kapituły Kolegiackiej Garwolińskiej a czarny przez kanoników Kapituły Podlaskiej.
Mucet używany jest także przez zakonników. Członkowie Instytutu Chrystusa Króla Najwyższego Kapłana zakładają mucet czarny, a przełożeni niebieski. Kanonicy regularni św. Augustyna zakładają czarny mucet na komżę jako strój liturgiczny, duchowni należący do Zakonu Rycerskiego Grobu  Bożego w Jerozolimie używają białego mucetu przyozdobionego krzyżem jerozolimskim.

## Galeria

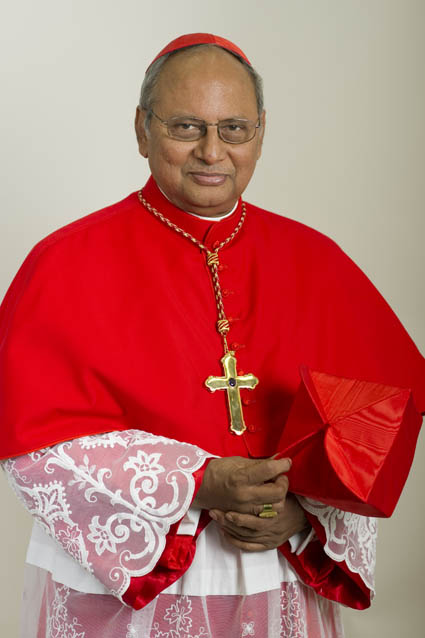
Kardynał Malcolm Ranjith w czerwonej mozzetcie kardynalskiej
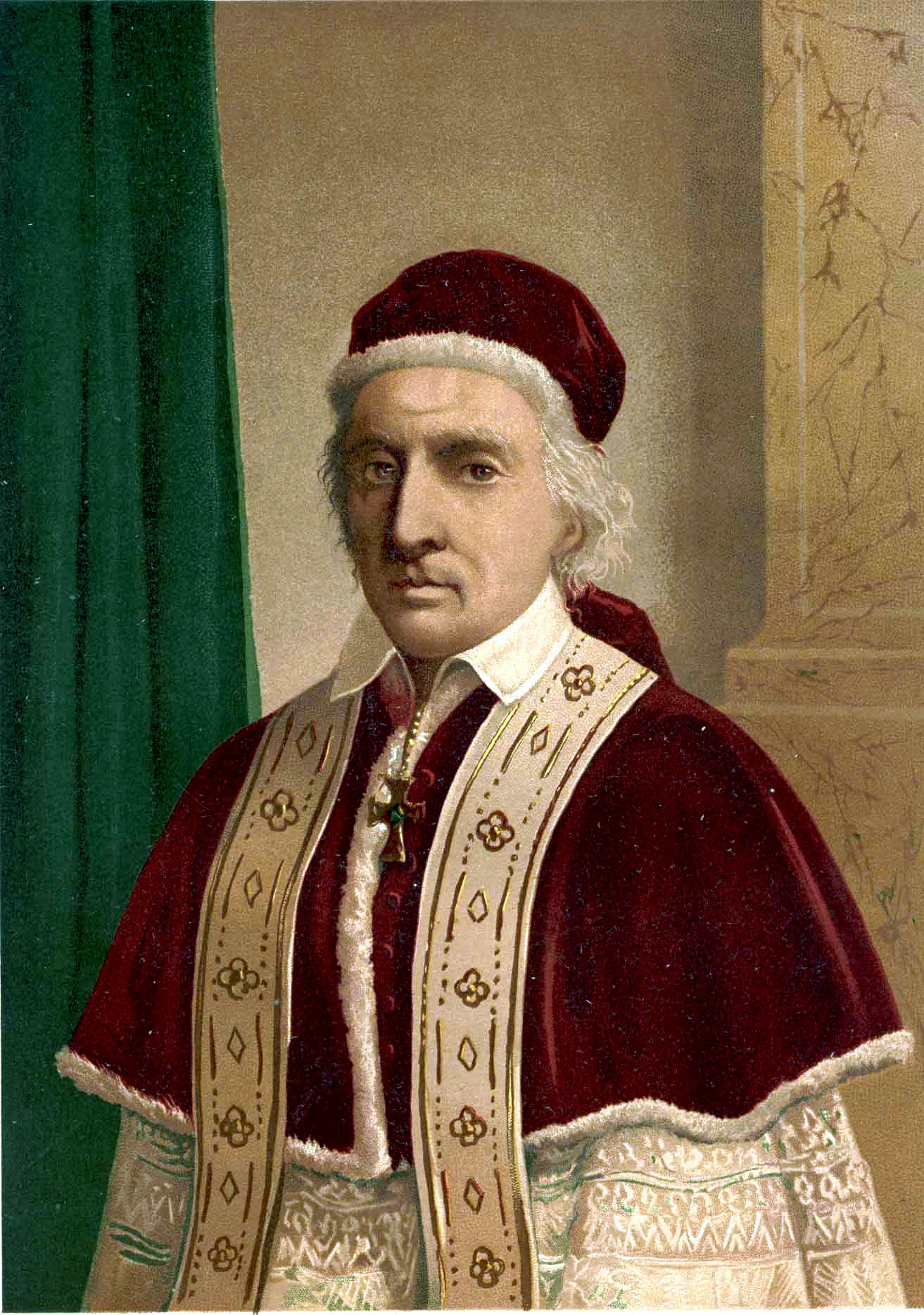
Papież Klemens XII w karmazynowej mozzetcie i karmazynowym camauro
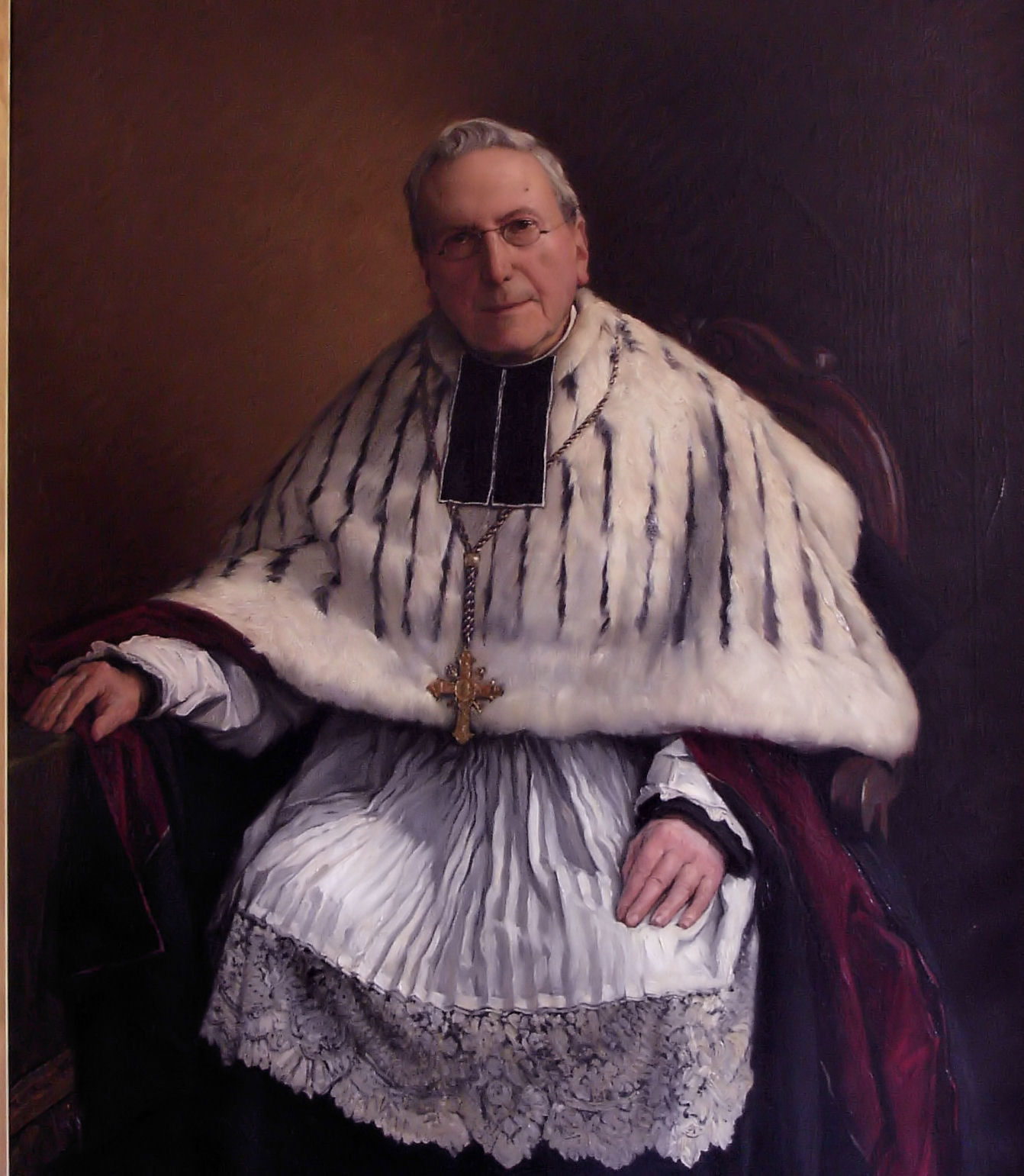
Almucja noszona przez belgijskiego kanonika w połowie XIX wieku